# Lacs Mokoto
Les lacs Mokoto sont quatre lacs situés à l’ouest des montagnes des Virunga dans le Nord-Kivu en république démocratique du Congo :
- Balukila
- Bita
- Lukulu
- Ndalaga